# Belisarius tigger om allmosor
Belisarius tigger om allmosor (franska: Bélisaire demandant l'aumône) är en  oljemålning av den franske konstnären Jacques-Louis David. Den är målad 1781 och ingår sedan 1863 i Palais des Beaux-Arts samlingar i Lille.
David var en nyklassicistisk konstnär som ofta målade historiska och mytologiska motiv. Här skildras den bysantinska generalen Belisarius som tiggare. Som militär utvidgade Belisarius det Bysantinska riket i Italien och besegrade vandalerna i Nordafrika på 500-talet. Han föll senare i onåd hos kejsar Justinianus I som enligt sägnen gjorde honom blind vilket tvingade honom till tiggeri. 
Samma motiv målades ett par år tidigare av Jean-François Pierre Peyron (se relaterade bilder). David målade även en mindre (101 x 115 cm) kopia 1784 som ingår i Louvrens samlingar. Originalet ställdes ut på Parissalongen 1781 och den mindre kopian på samma salong 1785.

## Relaterade målningar

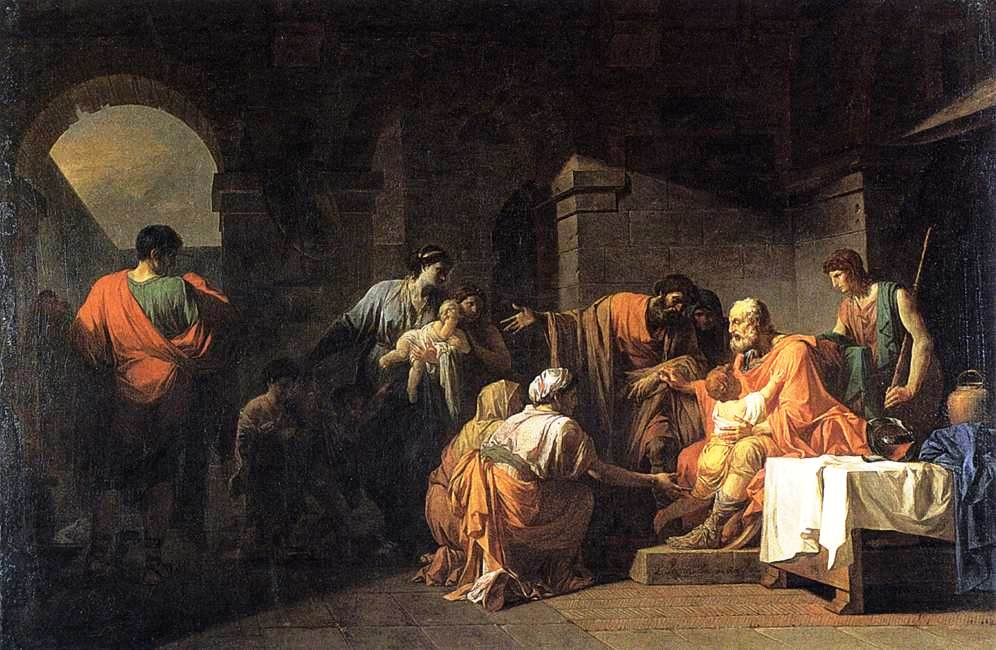
Jean-François Pierre Peyrons Bélisaire recevant l'hospitalité d'un paysan ayant servi sous ses ordres från 1779. Musée des Augustins i Toulouse.
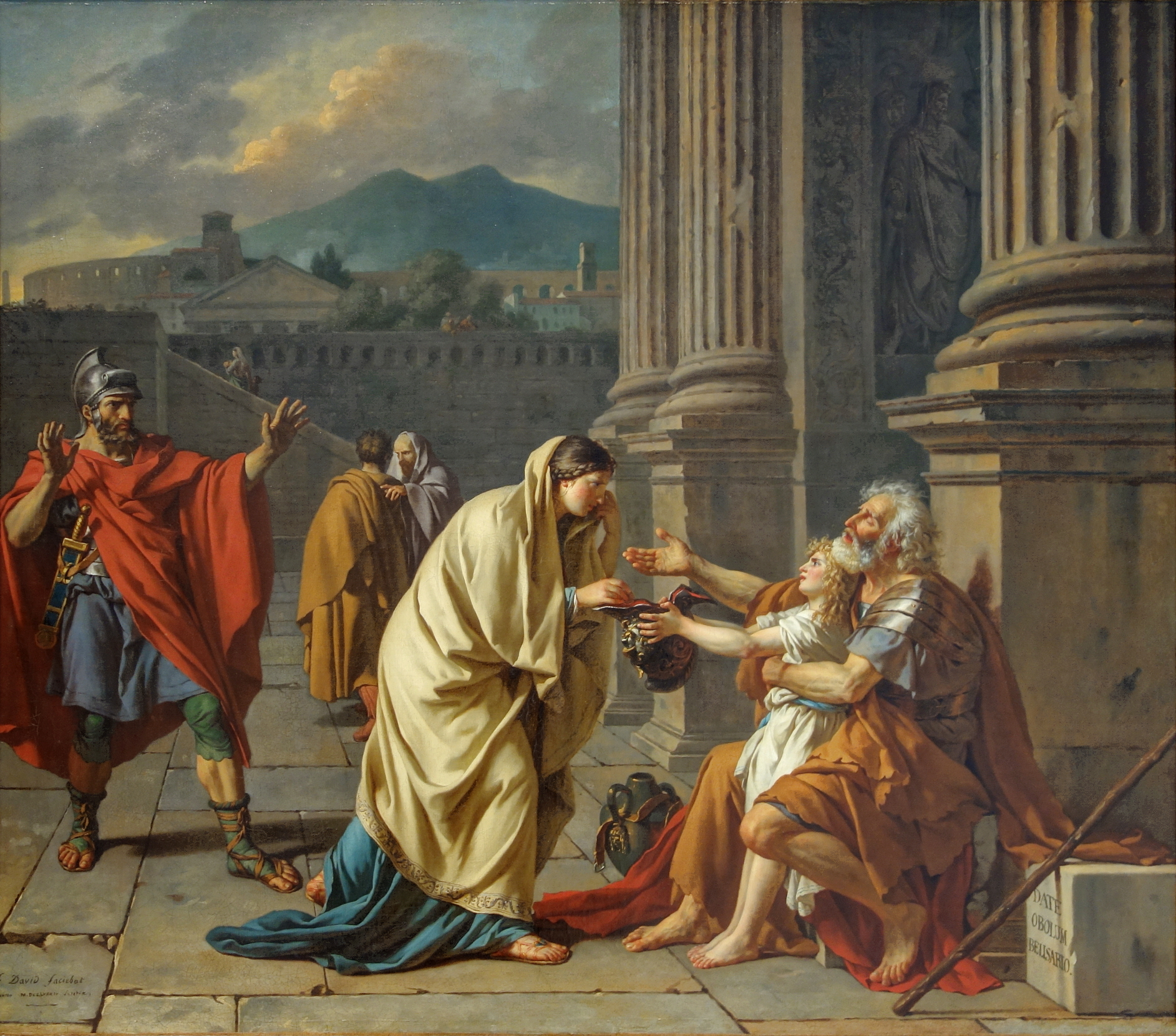
Davids replika utfördes 1784 och ingår i Louvrens samlingar.